# Акробатическая смесь
«Акробатическая смесь» (фр. Akrobatisches Potpourri, 1895) — короткометражный немой фильм Макса Складановского.

## Сюжет
Фильм показывает акробата и его трюки.

## Интересные факты
- Фильм вышел на экраны 1 ноября 1895 года.
- 1 ноября 1895 года Макс Складановский выпустил семь фильмов, одним из которых была картина «Акробатическая смесь».